# Dermestes leopardinus
Dermestes leopardinus is een keversoort uit de familie spektorren (Dermestidae). De wetenschappelijke naam van de soort werd in 1855 gepubliceerd door Étienne Mulsant & Godart.